# Acalypha sonderiana
Acalypha sonderiana é uma espécie de flor do gênero Acalypha, pertencente à família Euphorbiaceae.